# 정파 (방송)
정파(停波)는 라디오, 텔레비전 방송에서 전파의 송신을 중지하는 행위다.

## 대한민국
1970년대까지는 유류 파동과 야간 통행금지령 등 사회적 요인으로 인해 국내 방송 시간은 매우 제한적이었다. 이로 인해 방송은 주로 주간 시간대를 중심으로 편성되었으며, 심야 시간대의 편성은 사실상 불가능하였다. 1982년 1월 5일 0시를 기해 야간 통행금지가 전면 해제되면서, 심야 방송의 가능성이 열리게 되었다.
이후 1987년 6·29 선언을 계기로 언론의 자유가 확대되고 표현의 자유에 대한 사회적 요구가 증대되면서, 연장 방송 및 종일 방송이 점차 확대되는 계기가 마련되었다.
이러한 흐름 속에서 2005년 12월 1일 지상파 3사(KBS, MBC, SBS)와 EBS는 기존 방송 시간대를 확대하여 본격적인 낮 시간대 방송을 시작하였다. 이어 2012년 10월부터 KBS 1TV와 SBS가 24시간 종일 방송 체제로 전환함에 따라, 국내 방송 환경은 더욱 다양화되었고 심야 시청자의 수요를 반영하는 방향으로 변화하게 되었다.
현재 KBS 1TV는 매주 일요일과 월요일을 제외한 주 5일간 24시간 방송을 실시하고 있으며, SBS는 매주 토요일에 한해 24시간 방송을 진행하고 있다. 반면, MBC 및 SBS와 네트워크 협정을 체결한 일부 지역 민영 방송사(KBC, CJB, JTV, G1방송, ubc 등)는 토요일에도 24시간 방송을 실시하지 않고 있어, 지역 간 방송 시간 운영에 있어 일정한 차이를 보이고 있다.

### 현재

#### 라디오 방송
- KBS 제2라디오 : 매일 오전 3시 ~ 5시
- KBS 제3라디오 : 매일 오전 3시 ~ 6시
- EBS FM : 매일 오전 2시 ~ 5시
- 불교방송 : 매일 오전 2시 ~ 4시
- 가톨릭평화방송 : 매일 오전 2시 ~ 5시
- KBS 제1FM : 매일 오전 2시 ~ 5시

#### 텔레비전 방송
- KBS 1TV : 매주 월, 화요일 오전 2시 ~ 5시(KBS도 마찬가지다.)
- KBS 2TV : 매일 오전 1시 ~ 5시
- MBC TV : 매일 오전 2시 ~ 5시(24시간 정파제도 개편 이전에는 12시부터,  이런 이유로 연기대상 카운트다운이 끝나면 종료영상과 애국가가 나온 시절도 있다.)
- SBS TV : 매일 오전 2시 ~ 5시(SBS도 마찬가지)
- EBS 1TV : 매일 오전 1시 5분 ~ 5시
- EBS 2TV : 매일 오전 1시 ~ 6시
- OBS경인TV : 매일 오전 1시 ~ 6시
- 채널A, TV조선, JTBC, MBN : 드물게 정파하며 방송사의 사정에 따라 다를 수도 있음
- EBS KIDS : 매일 오전 3시 ~ 5시
- EBS 플러스 2 : 매일 오전 1시 ~ 7시
- SK브로드밴드 : 매일 오전 3시 ~ 6시
- 롯데홈쇼핑 : 매일 오전 2시 ~ 8시[1]

### 과거
- AFKN (1957년 ~ 1983년)
- MBC 표준FM : 매일 오전 2시 ~ 5시 (1961년 12월 2일 ~ 1988년 6월 30일)
- MBC FM4U : 매일 오전 2시 ~ 5시 (1971년 9월 19일 ~ 1988년 6월 30일)
- 극동방송 : 매일 새벽 시간대 (1956년 12월 15일 ~ 1992년 6월 30일)
- CBS FM : 매일 오전 3시 ~ 5시 (1995년 12월 15일 ~ 1996년 1월 14일)
- KMTV : 매일 새벽 시간대 (1995년 3월 1일 ~ 1996년 2월 16일)
- SBS 러브FM : 매일 오전 3시 ~ 5시 (1991년 3월 16일 ~ 1996년 2월 29일)
- Mnet : 매일 새벽 시간대 (1995년 3월 1일 ~ 1996년 2월 29일)
- 바둑TV : 매일 새벽 시간대 (1995년 3월 1일 ~ 1999년 10월 15일)
- 원음방송 : 매일 새벽 시간대 (2001년 9월 12일 ~ 2005년 7월 4일)
- KTV 국민방송 : 매일 새벽 시간대 (1995년 3월 1일 ~ 2009년 6월)
- 국회방송 : 매일 새벽 시간대 (2004년 5월 ~ 2010년 11월)
- 연합뉴스TV : 매일 새벽 시간대 (2011년 12월 1일 ~ 2012년 1월)
- JTBC : 매일 새벽 시간대 (2011년 12월 1일 ~ 2012년 11월 5일)
- 채널A : 매일 새벽 시간대 (2011년 12월 1일 ~ 2012년 4월)
- TV조선 : 매일 새벽 시간대 (2011년 12월 1일 ~ 2012년 8월)
- 한국교통방송 : 매일 오전 2시 ~ 6시 (1997년 12월 20일 ~ 2019년 12월 31일)
- 국방TV : 매일 오전 2시 ~ 5시 (2010년대 초반까지 지속)
- iHQ DRAMA : 매일 새벽 4시 40분 ~ 5시 (드라맥스 시절을 기준으로 2010년 이전까지 지속)
- MBN플러스 : 매일 새벽 2시 ~ 5시 (개국 초기부터 2019년까지 지속)

#### 그 외
지상파 방송사에서는 1973년 12월 유류 파동 등을 이유로 중단되었던 아침 방송이 7년 5개월 만인 1981년 5월 25일부터 정식으로 재개되자, 낮 시간대 방송 휴지시간을 평일과 토요일에 우선적으로 적용하였다.
토요일 낮 방송 휴지는 1986년 아시안 게임 시즌을 제외하고는 계속 유지되었으며, 1987년 10월 10일을 마지막으로 종료되었다. 한편, 평일 낮 방송 휴지는 일정 기간 지속되다가 점차 방송 시간이 연장되거나 부분적으로 낮 방송이 시행되기 시작하였다. 이후 2005년 12월 지상파 방송사의 낮 방송이 전면 허용되면서 정파 시간은 심야 시간대로만 조정되는 체제로 전환되었다.
또한, EBS 1TV가 단독 채널(EBS TV)로 운영되던 시절에는 1990년대 중반 잠시 동안 토요일 낮 방송 휴지시간이 존재한 바 있다. 한편, 방송위원회로부터 재허가 추천을 받지 못해 강제 폐국 조치를 받은 iTV 경인방송은 폐국 직전까지도 타 지상파 방송사들과는 달리 평일 낮 방송 휴지 시간이 상대적으로 길었던 것으로 보인다.

### 정파하는 곳
- TBS TV - 매달 1~2회 정도
- MBC 드라마넷
- MBC 에브리원
- MBC ON
- MBC M
- 채널A플러스
- TV조선2
- TV조선3
- EBS 플러스 1
- MBC 스포츠플러스
- JTBC
- MBN
- 채널A
- TV조선
- MBN플러스
- 매일경제TV

## 조선민주주의인민공화국
- 조선중앙텔레비죤 : 평일 밤 10시반 ~ 익일 오후 3시, 토요일 밤 10시반 ~ 일요일(공휴일) 익일 오전 9시
- 평양FM방송 : 평일 · 토요일 오후 12시 ~ 오후 4시
- 조선중앙방송 : 매일 오전 3시 ~ 오전 5시

## 일본
- NHK 교육 텔레비전 : 매일 오전 1시 ~ 5시 30분
- 그 외 방송사 : 대한민국의 KBS 1TV처럼 매주 1회에 한하여 정기 정파를 하는 방송사(예:TV 도쿄 등)도 있고, 월 최대 1~3회씩 재량에 따라 점검에 따른 계획 정파를 별도로 실시함. (예: 후지 TV, TV 아사히 등)

## 필리핀
- GMA 네트워크

## 기타 국가
- 스웨덴, 아이슬란드 등에서는 정파 시간이 예전의 한국과 비슷했다.
- 중화인민공화국 : CCTV 관련 채널만 정파 시간을 가진 적이 한 때 있지만, 일부 채널은 평일 새벽 2~5시 사이에 정파한다.
- 미국 : 방송사에 따라 상이

## 같이 보기
- 테스트 패턴
- 필러
- 시험방송
- 암흑
- 심야방송
- SMPTE 컬러바